# Екуше
Екуше́ (фр. Écouché) — колишній муніципалітет у Франції, у регіоні Нормандія, департамент Орн. Населення — 1299 осіб (2011).
Муніципалітет був розташований на відстані близько 185 км на захід від Парижа, 55 км на південь від Кана, 36 км на північний захід від Алансона.

## Історія
До 2015 року муніципалітет перебував у складі регіону Нижня Нормандія. Від 1 січня 2016 року належав до нового об'єднаного регіону Нормандія.
1 січня 2016 року Екуше, Батії, Ла-Курб, Лусе, Сент-Уан-сюр-Мер i Серан було об'єднано в новий муніципалітет Екуше-ле-Валле.

## Демографія
Динаміка населення (EHESS і Insee ):
Розподіл населення за віком та статтю (2006):
| Стать | Всього | До 15 років | 15-24 | 25-44 | 45-64 | 65-85 | Понад 85 |
| --- | ------ | ----------- | ----- | ----- | ----- | ----- | -------- |
| Чоловіки | 676    | 146         | 56    | 155   | 151   | 144   | 24       |
| Жінки | 696    | 84          | 76    | 155   | 158   | 187   | 36       |
| \| Статево-вікова піраміда \| Статево-вікова піраміда \| Статево-вікова піраміда \| \| ----------------------- \| ----------------------- \| ----------------------- \| \| Чоловіки \| Вік \| Жінки \| \| 24 \| 85 + \| 36 \| \| 28 \| 80-84 \| 64 \| \| 48 \| 75-79 \| 32 \| \| 40 \| 70-74 \| 63 \| \| 28 \| 65-69 \| 28 \| \| 8 \| 60-64 \| 24 \| \| 36 \| 55-59 \| 51 \| \| 63 \| 50-54 \| 51 \| \| 44 \| 45-49 \| 32 \| \| 44 \| 40-44 \| 55 \| \| 32 \| 35-39 \| 28 \| \| 51 \| 30-34 \| 44 \| \| 28 \| 25-29 \| 28 \| \| 28 \| 20-24 \| 48 \| \| 28 \| 15-20 \| 28 \| \| 51 \| 10-14 \| 40 \| \| 55 \| 5-9 \| 28 \| \| 40 \| 0-4 \| 16 \| |        |             |       |       |       |       |          |
| Статево-вікова піраміда |        |             |       |       |       |       |          |
| Чоловіки | Вік    | Жінки       |       |       |       |       |          |
| 24 | 85 +   | 36          |       |       |       |       |          |
| 28 | 80-84  | 64          |       |       |       |       |          |
| 48 | 75-79  | 32          |       |       |       |       |          |
| 40 | 70-74  | 63          |       |       |       |       |          |
| 28 | 65-69  | 28          |       |       |       |       |          |
| 8 | 60-64  | 24          |       |       |       |       |          |
| 36 | 55-59  | 51          |       |       |       |       |          |
| 63 | 50-54  | 51          |       |       |       |       |          |
| 44 | 45-49  | 32          |       |       |       |       |          |
| 44 | 40-44  | 55          |       |       |       |       |          |
| 32 | 35-39  | 28          |       |       |       |       |          |
| 51 | 30-34  | 44          |       |       |       |       |          |
| 28 | 25-29  | 28          |       |       |       |       |          |
| 28 | 20-24  | 48          |       |       |       |       |          |
| 28 | 15-20  | 28          |       |       |       |       |          |
| 51 | 10-14  | 40          |       |       |       |       |          |
| 55 | 5-9    | 28          |       |       |       |       |          |
| 40 | 0-4    | 16          |       |       |       |       |          |

## Економіка
2010 року серед 741 особи працездатного віку (15—64 років) 548 були активними, 193 — неактивними (показник активності 74,0%, у 1999 році було 72,2%). З 548 активних мешканців працювали 473 особи (249 чоловіків та 224 жінки), безробітними було 75 (39 чоловіків та 36 жінок). Серед 193 неактивних 60 осіб було учнями чи студентами, 92 — пенсіонерами, 41 була неактивною з інших причин.

У 2010 році в муніципалітеті числилось 601 оподатковане домогосподарство, у яких проживали 1253,0 особи, медіана доходів виносила 16 079,5 євро на одного особоспоживача